# 成沢昌茂
成沢 昌茂（なるさわ まさしげ、1925年（大正14年）1月29日 - 2021年（令和3年）2月13日）は、日本の脚本家、映画監督。

## 来歴・人物
長野県上田市原町出身。上田市長をつとめた成沢伍一郎の二男。旧制上田中学（長野県上田高等学校）卒業後、1941年に松竹京都に入社、溝口健二に師事する。1944年、日本大学芸術学部卒業。
学徒出陣し捕虜生活を経て1945年に復員。1946年、松竹を退社。1952年に溝口にならって大映と契約、溝口の『噂の女』『新・平家物語』『赤線地帯』など、次々と巨匠と組んで名脚本を書き続けた。1962年、『裸体』で監督に転身、5作品を残す。1970年以降は映画から離れ、1975年から1977年にかけてNHK連続人形劇『真田十勇士』（柴田錬三郎原作）を担当。戯曲に『浪花の恋の物語』などがある。
1951年と1959年にシナリオ賞、1960年にシルバースター国民映画脚本賞、京都市民映画祭脚本賞を受賞。
2021年2月13日、老衰のため東京都渋谷区の自宅で死去。96歳没。

## 映画

### 脚本
- 1949 恋狼火（洲多競監督） 新演伎座
- 1950 東海道は兇状旅（久松静児監督、秘田余四郎原作） 大映
- 1950 午前零時の出獄（小石栄一監督、島田一男原作） 大映
- 1950 「ごろつき船」（菊島隆三と共同）森一生監督、大仏次郎原作 大河内伝次郎 大映
- 1951 宮城広場（久松静児監督、川口松太郎原作）森雅之 大映
- 1951 牝犬 （木村恵吾監督）京マチ子 大映
- 1951 飛騨の小天狗（小石栄一監督） 大映
- 1951 「馬喰一代」（中山正男原作、木村恵吾監督）三船敏郎、京マチ子 大映
- 1952 「浅草紅団」（川端康成原作、久松静児監督）京マチ子 乙羽信子 根上淳  大映
- 1952 「丹下左膳」（林不忘原作、松田定次監督）阪東妻三郎 淡島千景 松竹
- 1952 「港へ来た男」（梶野悳三原作、本多猪四郎監督）三船敏郎  東宝
- 1953 南十字星は偽らず（山崎アイン原作、田中重雄監督）高峰三枝子  新東宝
- 1953 「雁」（森鷗外原作、豊田四郎監督）高峰秀子、芥川比呂志  大映
- 1953 「浅草物語」（川端康成原作、島耕二監督）山本富士子  大映
- 1954 「第二の接吻」（菊池寛原作、清水宏・長谷部慶治監督） 滝村プロ
- 1954 鼠小僧色ざんげ 月夜桜（山岡荘八原作、冬島泰三監督）坂東鶴之助（中村富十郎） 新東宝
- 1954 伝七捕物帳人肌千両（野村胡堂 城昌幸 佐々木杜太郎 陣出達朗 土師清二原作、松田定次監督）高田浩吉 松竹
- 1954 花のいのちを（菊田一夫原作、田中重雄監督）菅原謙二 大映
- 1954 「噂の女」（依田義賢と共同）溝口監督 田中絹代、大谷友右衛門（中村雀右衛門） 大映
- 1955 「明治一代女」（川口松太郎原作、伊藤大輔監督）木暮実千代  新東宝
- 1955 花のゆくえ（阿木翁助原作、森永健次郎監督）津島恵子 日活
- 1955 「新・平家物語」（依田と共同、溝口監督）大映
- 1955 若き日の千葉周作（山岡荘八原作、酒井辰雄監督）中村賀津雄  松竹
- 1956 「新平家物語 義仲をめぐる三人の女」（衣笠貞之助監督）長谷川一夫、京マチ子  大映
- 1956 「赤線地帯」 溝口監督 大映
- 1956 惚れるな弥ン八（棟田博原作、村山三男監督）菅原謙二 大映
- 1956 あこがれの練習船（野村浩将監督）川口浩 大映
- 1957 いとはん物語（北条秀司原作、伊藤大輔監督）京マチ子 大映
- 1958 風と女と旅鴉（加藤泰監督）中村錦之助  東映
- 1959 美男城（柴田錬三郎原作、佐々木康監督）中村錦之助 東映
- 1959 手さぐりの青春（壺井栄原作、川頭義郎監督）鰐淵晴子 松竹
- 1959 「浪花の恋の物語」（近松門左衛門原作、内田吐夢監督）中村錦之助 有馬稲子 東映
- 1959 火の壁（船山馨原作、岩間鶴夫監督）高千穂ひづる 松竹
- 1960 「親鸞」（吉川英治原作、田坂具隆監督）中村錦之助 東映
- 1960 つばくろ道中（河野寿一監督）中村賀津雄 東映
- 1960 狐剣は折れず 月影一刀流（柴田錬三郎原作、佐々木康監督）鶴田浩二  東映
- 1961 「宮本武蔵」（吉川英治原作、内田吐夢監督）中村錦之助 東映
- 1961 母と娘（小糸のぶ原作、川頭義郎監督）鰐淵晴子 松竹
- 1961 江戸っ子繁昌記（マキノ雅弘監督）中村錦之助 東映
- 1961 「はだかっ子」（近藤健原作、田坂監督）有馬稲子 ニュー東映
- 1961 小さな花の物語（壺井栄原作、川頭義郎監督） 松竹
- 1962 「お吟さま」（今東光原作、田中絹代監督）有馬稲子、仲代達矢  にんじんくらぶ
- 1963 虹をつかむ踊子（原作）田畠恒男監督 松竹
- 1963 「関の弥太ッぺ」（長谷川伸原作、山下耕作監督） 東映
- 1964 おんなの渦と淵と流れ（榛葉英治原作、中平康監督）仲谷昇 日活
- 1965 ひも（関川秀雄監督）梅宮辰夫、緑魔子 東映
- 1965 いろ（村山新治監督）梅宮、緑魔子 東映
- 1965 赤い谷間の決斗（関川周原作、舛田利雄監督）石原裕次郎 日活
- 1966 「雁」（森鴎外原作、池広一夫監督）若尾文子、山本學 大映
- 1967 シンガポールの夜は更けて（原作、市川泰一監督）橋幸夫 松竹
- 1967 柳ヶ瀬ブルース（村山新治監督）梅宮辰夫 東映東京
- 1968 怪談残酷物語（柴田錬三郎原作、長谷和夫監督） 松竹
- 1968 「黒蜥蜴」（江戸川乱歩原作、三島由紀夫劇化）丸山明宏、木村功 松竹
- 1968 夜の歌謡シリーズ 命かれても 東映東京
- 1968 大奥絵巻（山下耕作監督）佐久間良子、田村高廣 東映京都
- 1969 夜の歌謡シリーズ 港町ブルース（鷹森立一監督） 東映東京
- 1969 夜の歌謡シリーズ 悪党ブルース（鷹森立一監督）東映東京
- 1969 夜をひらく 女の市場（江崎実生監督）小林旭 日活
- 1970 経験（鷹森立一監督）東映東京
- 1973 夜の歌謡シリーズ 女のみち（山口和彦監督）東映東京
- 1973 夜の歌謡シリーズ なみだ恋（斎藤武市監督）東映東京
- 1974 夜の演歌 しのび恋（降旗康男監督） 東映東京

### 監督
- 1962 「裸体」（永井荷風原作） にんじんくらぶ・松竹
- 1966 「四畳半物語 娼婦しの」（永井荷風原作）三田佳子 露口茂 田村高広  東映
- 1967 「花札渡世」（脚本）東映
- 1969 「妾二十一人 ど助平一代」（小幡欣治原作）三木のり平 佐久間良子 森光子 中村玉緒  東映
- 1975 「雪夫人絵図」（舟橋聖一原作）佐久間良子 山形勲 浜木綿子 丹波哲郎 東映

## テレビドラマ
- 1962「善魔」岸田國士原作 菅貫太郎、内藤武敏、瑳峨三智子
- 1964「古都」NHK 川端康成原作 小林千登勢、中村鴈治郎（2代）、萬代峰子
- 1964「若き日の信長」大仏次郎原作 市川猿之助（2代猿翁）、森雅之
- 1965「香華」有吉佐和子原作 山田五十鈴
- 1967「華岡青洲の妻」有吉佐和子原作 南田洋子、岡田英次、水谷八重子（初代）
- 1967「残菊物語」村松梢風原作 市川門之助、柳永二郎、池内淳子
- 1968「皇女和の宮」川口松太郎原作 佐久間良子、平幹二朗
- 1969「一の糸」有吉佐和子原作 佐久間良子、佐藤慶
- 1970「プレイガール」